# Sébastien Faure
Sébastien Faure (6. ledna 1858, Saint-Étienne, Francie – 14. července 1942, Royan, Francie) byl francouzský anarchista, volnomyšlenkář, sekularistický aktivista a zastánce syntetického anarchismu.

## Životopis
Před tím, než se stal volnomyšlenkářem, byl Faure seminarista a zapojoval se také do politiky jako socialista. Anarchistou se stal v roce 1888.
Roku 1894 byl souzen během "Soudu třiceti", ale nakonec byl zproštěn viny. O rok později založil společně s Louise Michelovou časopis "Le Libertaire", který byl pojmenován podle bývalého časopisu Josepha Déjacquea. V době Dreyfusovy aféry byl jedním z hlavních podpůrců Alfreda Dreyfuse.
V roce 1904 založil poblíž Rambouilletu libertariánskou školu nazvanou "La Ruche" (Úl). V roce 1916 založil časopis "Ce qu'il faut dire". Společně s Volinem také vytvořil koncept syntetického anarchismu, jehož cílem bylo sjednocení různých větví anarchismu. V roce 1918 byl uvězněn kvůli zorganizování ilegálního shromáždění. Je znám především jako kvalitní pedagog, řečník a autor několika knih.

## Dílo
- La douleur universelle (Univerzální bolest), (1895)
- Mon communisme (Můj komunismus), (1921)
- Les Forces de la Révolution  (Síly revoluce), (1921)
- L'imposture religieuse (Náboženský podvod), (1923)
- Propos subversifs (Podvratné poznámky)
- Douze preuves de l'inexistence de dieu (Dvanáct důkazů neexistence boha), (1908)